# Gaio Servilio Gemino
Gaio Servilio Gemino  (in latino Caius Servilius Geminus; fl. III-II secolo a.C.) è stato un politico romano legato al ramo plebeo della gens Servilia.

## Biografia
Nel 212 a.C., in seguito alla conquista di Taranto da parte di Annibale (ad esclusione della rocca, ancora in mano romana), come legatus e grazie all'autorizzazione del Senato, venne inviato dal praetor Publio Cornelio Silla in Etruria per fare incetta di riserve di grano; egli con alcune navi cariche, passando attraverso le postazioni nemiche, giunse nel porto di Taranto per rifornire la guarnigione romana che ancora resisteva.
Fu nominato pontefice alla morte di Tito Otacilio Crasso, nel 210 a.C..
La sua elezione a tribuno della plebe come la successiva ad edile plebeo venne duramente contestata dal Senato; fu quindi edile curule nel 208 a.C. e assunse lo stesso anno l'incarico di magister equitum del dittatore Tito Manlio Torquato.
Ascese al consolato nel 203 a.C. con Gneo Servilio Cepione del ramo patrizio della gens Servilia, cui fu assegnata da governare la regione del Bruttium, per cui partì subito per inseguire Annibale, in fuga dall'Italia. Gemino ottenne invece come provincia da governare l'Etruria, per cui non poteva partire prima di tenere i comizi. Decise allora di affidare quest'incarico a Publio Sulpicio Galba Massimo nominandolo dittatore. Giunto in Gallia Cisalpina in qualità di console, riuscì a trovare il suo omonimo padre, tenuto prigioniero in quella regione da quindici anni e ritenuto morto, per liberarlo insieme al suo collega Gaio Lutazio Catulo.
Nel 202 a.C. viene nominato dal console suo fratello Marco Servilio Pulice Gemello dittatore per la convocazione dei comizi e scelse come magister equitum Publio Elio Peto. Insieme celebrarono i Cerealia e decisero di non concedere udienza agli ambasciatori cartaginesi e macedoni fino a quando i nuovi consoli non fossero entrati in carica. Fu l'ultimo politico romano a ricoprire la carica di dittatore fino a Silla, che la esercitò a partire dall'82 a.C., a tempo indeterminato.